# Kuensel
Kuensel (terme dzongkha signifiant « clarté ») est un périodique bhoutanais fondé en 1967 pour être l'organe  officiel du gouvernement. Il est publié en trois langues: le dzongkha (la langue officielle du pays), l'anglais et le népalais.
Il est devenu hebdomadaire national en 1986. 
En 1992, il est devenu autonome, mais continue à recevoir des subsides du gouvernement. 
En 1996, il est passé de douze à seize pages dans ses éditions en dzongkha et en anglais, et de huit à douze pages pour son édition en népalais.
Il est longtemps resté le seul journal hebdomadaire du pays jusqu'à ce qu'il soit rejoint  par The Bhutan Times en avril 2006. 